# Одеський залізничний вокзал
Одéський залізничний вокзáл — вокзал станції Одеса-Головна, пам'ятка архітектури, головний залізничний вокзал міста Одеси.

## Історія
15 січня 1863 в Санкт-Петербурзі було ухвалено рішення про будівництво і затверджений статут Одесько-Балтської залізниці. Згідно рішення за державні кошти було заплановано будівництво залізничної лінії від Одеси до Балти. Для управління роботами був відряджений барон Унгерн-Штернберг, а загальне керівництво було доручено губернаторові краю — генерал-ад'ютанту Павлу Коцебу.
4 травня 1863 відбулася урочиста закладка Одесько-Парканської залізниці, а незабаром почалося будівництво лінії від Роздільної до Балти. У грудні 1864 року виданий наказ про продовження Одесько-Балтської лінії через Кременчук до Харкова.
У 1867 відкрита лінія через Пересип до соляного промислу Новосельського, а у 1872, за пропозицією директора РОПіТ адмірала А. М. Чіхарева, прокладена від неї гілка до міських купалень на Куяльницькому лимані.
Старий залізничний вокзал Одеси був «низькоповерховий». Цей залізничний вокзал Одеси був створений у неокласичному стилі, за «тупиковою» схемою розташування наприкінці перонів. Пасажирів з міста доставляли до станції Товарна спеціальним поїздом. Оскільки старий вокзал вже не відповідав потребам міста і знаходився в незручному для пасажирів місці, з дозволу імператора Олександра II було ухвалено рішення про будівництво нового вокзального комплексу. Влітку 1880 Товариство Південно-Західних залізниць заклало будівлю залізничного вокзалу.
Вокзал відкритий у 1883. Автор проєкту будівлі вокзалу — петербурзький зодчий Віктор Шретер, а будівництво велося під керівництвом архітектора Олександра Бернардацці, який у 1856-1858 виконував обов'язки міського архітектора і працював архітектором при Новоросійському університеті. 
У 1884 побудований новий залізничний вокзал в Одесі. Вокзал був розташований на старій межі Порто-Франко і закінчував перспективу Італійської вулиці. Будівля була споруджена у неокласичному стилі з популярними тоді ренесансно-барочними елементами, з «тупиковою» схемою розташування. Від вулиці Італійської були входи для пасажирів 1-го і 2-го класів, а 3-й клас мав вхід з боку Сінної площі. На площу виходили три арки головного фасаду в обрамленні колон доричного ордера.
Під час Другої світової війни будівля вокзалу була підірвана в останні дні окупації Одеси у 1944. Після звільнення міста ухвалено рішення про будівництво нового вокзалу на місці зруйнованого.
Вокзал побудований у найкоротші терміни — з листопада 1950 по липень 1952 за проєктом архітектора Леоніда Чуприна.
12 липня 1952 вокзал введений в експлуатацію. Нова будівля повторює в цілому старий вокзал.
У 1963—1973 господарство вокзалу переведене на електричну тягу.
У 1983 проведена централізація стрілок в технічному парку.

## Відзнаки та досягнення
У 2020 році Одеський вокзал потрапив у трійку лідерів рейтингу вокзалів України за кількістю пасажирів дальнього сполучення, яких він прийняв. Того року до Одеси прибуло 2,08 мільйону мандрівників.
Керівництво Укрзалізниці у 2022 році відзначило Одеський вокзал спеціальним званням «Залізний вокзал» за те, що він надав прихисток та забезпечив евакуацію в перші дні російсько-української війни тисячам внутрішньо переміщеним особам. Підраховано, що тільки за один з місяців війни одеські залізничники відправили у безпечні місця 150000 людей.